# Virtually Dating (TV)
"Virtually Dating" (es podria traduir com a Cites virtuals) és un nou format televisiu creat per Condé Nast i Facebook. Pertany al gènere televisiu del dating, que es caracteritza per mostrar cites (normalment a cegues) entre dues persones per poder veure si connecten i la relació pot continuar. El format "Virtually dating" manté la mateixa proposta d'inici, però la seva principal innovació es que situa les diferents parelles en diferents escenaris de fantasia creats a partir de la tecnologia de la realitat virtual. Entre aquests escenaris inventats s'hi troben l'espai exterior, una apocalipsis zombi i l'Antic Egipte. De la mateixa forma que en els altres programes del mateix gènere, al final de la cita cada els participants han de decidir si volen tornar a veure a l'altra persona, aquest cop en el món real. De moment, han estat emesos cinc episodis del programa a través del seu perfil de Facebook Watch.
Un dels episodis del programa va ser emés al CCCB l'1 de desembre de 2018, en el marc del festival de televisió MINIPUT. Concretament, va ser inclòs dins la selecció Output for Input, presentada pel directiu de la SRF Stefano Semeria.